# Agalliopsis acuminata
Agalliopsis acuminata är en insektsart som beskrevs av Paul W. Oman 1934. Agalliopsis acuminata ingår i släktet Agalliopsis och familjen dvärgstritar. Inga underarter finns listade i Catalogue of Life.